# Cuecas

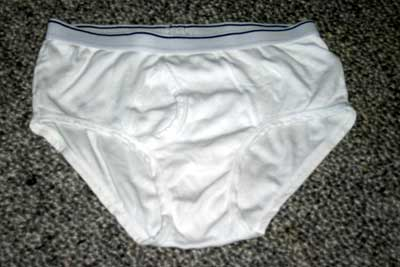
Cueca do tipo "Slip".

Cuecas (coloquialmente também chamadas pelo singular cueca) são peças da indumentária usada para cobrir e proteger os órgãos sexuais. No Brasil e em Moçambique, cueca é o nome mais utilizado para se referir à peça de roupa interior masculina.
Em Portugal, no entanto, usa-se esta palavra, normalmente no plural ou diminutivo, para referir igualmente o modelo correspondente para mulheres que, no Brasil e em Moçambique, é denominado calcinha (também no plural).
Na versão masculina a sua costura é especialmente modelada para fornecer apoio as órgãos sexuais, podendo dispor ainda de uma braguilha. Em algumas regiões do Brasil, também é chamada de sunga e em Portugal boxer.
A palavra deriva de "cu", de origem no latim vulgar culus que significa ânus e de "eca" do grego eco que significa domicílio.

## História
O exemplo mais antigo da roupa íntima masculina data dos homens das cavernas. São descritas por estudiosos com um longo pedaço de linho moldado como um triângulo com tiras nas pontas. Eram amarrados ao redor dos quadris e laçados por entre as pernas; depois, com as tiras, eram amarrados novamente nos quadris.
No século XII, com o desenvolvimento das armaduras de platina, as faixas de linho que eram usadas como proteção contra o metal áspero começaram a ser usadas pelos cavaleiros. Desde então, estes tecidos são considerados os reais antecedentes da roupa íntima masculina. Mais tarde, as cuecas, frequentemente amarradas abaixo dos joelhos com fitas ou alfinetes, encurtaram e foram costuradas. As roupas masculinas do século XVI eram tão brilhantes e coloridas quanto as femininas. Eram feitas de seda, tafetá e outros tecidos nobres, enquanto as roupas íntimas eram feitas de linho, pois era o único tecido lavável. Na década de 1830, as roupas íntimas masculinas feitas de flanela e algodão se tornaram comuns e muito usadas.
Após a Revolução Francesa, a aristocracia inglesa tornou-se o modelo da moda masculina. O que usavam eram roupas confortáveis e casuais. Com exceção de ocasiões formais, os calções deram lugar às calças mais justas, acompanhadas de botas. Através dos séculos, alguns homens, principalmente os militares, usavam roupas íntimas parecidas com os corpetes que diziam facilitar a vida em tempos de guerra.
Em 1895, o catálogo das lojas Montegomery Ward oferecia roupas íntimas masculinas feitas de algodão e flanela, mas divididas em duas peças, nas cores cinza e o bem popular vermelho. Em 1908 as lojas Sears lançaram catálogos oferecendo corseletes masculinos para militares.
Os "shorts íntimos" foram as novidades que chegaram com o século XX. As cuecas passaram a ser fabricadas com tecidos e elásticos e se tornaram mais confortáveis. Ao contrário da roupa íntima feminina, que tem um aspecto mais sexy, o princípio da roupa íntima masculina é o conforto e a simplicidade, motivo pelo qual os shorts chamados "samba-canção" se tornaram muito comuns na década de 1980.[carece de fontes?] Na década seguinte a roupa íntima dos homens evoluiu e não está pautada só no slip (modelo tradicional), aceitou o calção de malha e todas as formas de produtos derivadas do esporte, como os modelos ciclista, boxer e shorts. Além das fibras e formato, a nova lingerie tem um corte bem estudado, com costuras invisíveis para não machucar.
Para o dia a dia, as peças mais indicadas são 100% de algodão ou de outras fibras naturais como o bambu, que tem propriedades desodorizantes e antibacterianas.

## Modelos

### Slip
Também chamada de cueca propriamente dita, é o modelo cavado que tornou-se muito popular no Brasil nas décadas de 1980 e 1990. Sua maior característica é possuir de dois a cinco dedos na lateral. Sua vantagem é que dá maior sustentação ao pênis, separando bem as partes íntimas da coxa.

### Fio-dental

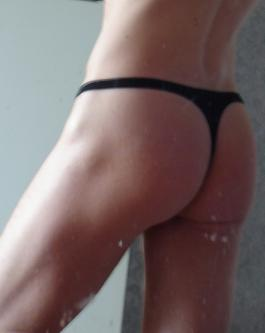
Uma cueca fio dental masculina.

A cueca fio-dental masculina é uma peça pouco conhecida pelos brasileiros porém mais popular em países da Europa, Estados Unidos, Canadá, Austrália e Japão. No Brasil o uso de vestimentas sensuais é atribuído a exposição sexual das mulheres e por isso a adoção é pouco popular por homens brasileiros. Apesar de ser muito frequente o uso de fio-dental por mulheres, os homens inovadores começaram a experimentar esse tipo de cueca no dia-dia, eliminando preconceitos e estigmas relacionados ao restrito uso de roupa apelativa. As vantagens desta cueca estão no formato reduzido adequado a anatomia funcional, proporcionando conforto, frescor, leveza e maior liberdade de movimento. Justamente por esses motivos o seu uso é comum por esportistas, fisiculturistas e lutadores de ringue. Várias marcas famosas produziram esse tipo de cueca, entre elas Calvin Klein, Emporio Armani, Mash, Puma e Nike.[carece de fontes?]

### Fundoshi
O fundoshi é a correspondente japonesa da cueca. Muito popular antes da Segunda Guerra Mundial, sendo usado por todas as pessoas de todas as classes sociais e idades. Com a chegada das roupas americanizada, o fundoshi saiu de moda, mas algumas pessoas ainda preferem o fundoshi pelo seu conforto e pelos seus benefícios. Durante décadas o fundoshi vem sendo usado em lutas de sumo, como traje de banho e em matsuri (uma espécie de Carnaval realizado no Verão em todo o arquipélago japonês).
Existem vários tipos de fundoshi, mas são três os principais: rokushaku, echuu e mokko.

### Boxer

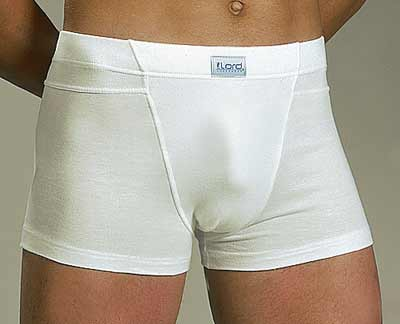
Um tipo de Boxers, as primeiras a serem fabricadas.

### Samba-canção
Cueca samba-canção ou ceroula é uma cueca semelhante a um short, usada por homens sob as calças. Atualmente, o uso de longas ceroulas está em desuso, mas, a versão boxer, mais curta, é muito popular.